# Autumn Knight
Autumn Knight (nascida em 1980) é uma artista interdisciplinar que trabalha com performance, instalação e texto de Houston, Texas, que vive e trabalha na cidade de Nova York. Knight cursou a High School for Performing and Visual Arts em Houston, TX, e obteve um MA em Drama Therapy pela New York University e um B.A. em Theatre Arts/Speech Communications pela Dillard University. Knight possui certificados em Gestão de Artes & Marketing pela Birkbeck College em Londres, Reino Unido, e em Speech & Drama pela Central School of London.

## Prática artística
Knight é reconhecida por suas peças performáticas, que são influenciadas por sua formação em terapia. Freqüentemente, as obras representam a dinâmica social de seu público, ampliando as relações de raça, gênero e poder na sala. Seu trabalho foi descrito como tendo um "efeito absurdo e cômico".
Na Sanity TV do Festival de Arte Baseado no Tempo (TBA) do Instituto de Arte Contemporânea de Portland (TBA) em 2018, Knight desempenhou o papel de um "apresentador absurdo de um talk show", direcionando os membros do público a participar por meio de prompts e entrevistas.
Knight foi uma das artistas que contribuíram para o videoclipe de 33 minutos de Solange para seu álbum When I Get Home (2019).

### Performances e exposições
Knight foi amplamente exibida, incluindo em instituições como Marfa Contemporary (2018), DiverseWorks Artspace (2018), Contemporary Arts Museum Houston (2018), University of Illinois - Krannert Art Museum (2017), Art League Houston (2016),  She Works Flexible (2016), The New Museum (2015),  Blaffer Art Museum (2014),  Skowhegan Space (2014),  CounterCutrent (2014) com Lisa E. Harris e M'Kina Tapscott, Project Row Houses (2013), e Crystal Bridges Museum.
Em 2019, Knight se apresentou em Recursos Humanos em Los Angeles, e foi selecionado para ser incluído na Whitney Biennial 2019, com curadoria de Rujeko Hockley e Jane Panetta. Como MF Problem com o artista Robert Pruitt, ela é uma das performer no CounterCurrent Festival de 2019.
Em janeiro de 2020, Knight fez parte da exposição da Artpace intitulada Visabilities: Intrepid Women of Artpace. Com curadoria de Erin K. Murphy, Visibilities não só arranca celebração do 25º aniversário da ArtPace, mas também destaca artistas do passado de seu programa de Artista Internacional em-Residência, como cavaleiro, que era um residente lá, na Primavera de 2015. O vídeo de 2017 de Knight, intitulado Meesh, fazia parte de Visibilities.
Knight cria uma série de performances para The Kitchen.

### Residências
- The Kitchen[25]
- Pioneer Works[26]
- Studio Museum of Harlem[27]
- 2015-2016 - Dance Source Houston[28]
- 2014 - In-Situ (Reino Unido) [29]
- 2013-2014 - Residência Artística Galveston[30]
- Millay Colony for the Arts (Austerlitz, NY) [2]
- YICA (Yamaguchi, Japão)
- Artpace (San Antonio, TX.) [31]